# 藤原兼通
藤原 兼通（ふじわら の かねみち）は、平安時代中期の公卿。藤原北家、右大臣・藤原師輔の次男。官位は従一位・関白太政大臣、贈正一位。

## 経歴

### 弟・兼家との昇進争い
天慶6年（943年）従五位下に叙爵し、天慶9年（946年）村上天皇の即位後に侍従に任ぜられる。天暦2年（948年）左兵衛佐、天暦9年（955年）左近衛少将と武官を歴任したのち、天徳4年（960年）従四位下・中宮権大夫兼春宮亮に叙任され、同母妹の中宮・藤原安子と所生の春宮・憲平親王に仕える。同年、村上朝の有力者であった父の右大臣・藤原師輔を失うが、それでも安子が村上天皇からの寵愛を深く受け、有力な皇嗣候補である憲平親王（冷泉天皇）・為平親王・守平親王（円融天皇）を儲けていたことから、師輔の遺児である伊尹・兼通・兼家の兄弟は政治上極めて有利な立場に立つ。
康保4年（967年）正月に蔵人頭兼内蔵頭に任ぜられるが、同年5月に村上天皇が崩御して甥の冷泉天皇が即位すると共に、蔵人頭を弟の兼家と交代する。なお、この年兼通は7年ぶりに昇叙されて従四位上に叙せられるが、兼家は一年の間に三度の昇叙を受けて一挙に従三位に昇っており位階面で先を越されてしまう。以降も、弟との官位の逆転状態が続き、これがのちまで続く、二人の不和の原因になったとされる。安和2年（969年）に兼通は従三位・参議に叙任され公卿に列すが、兼家は参議を経ずに正三位・中納言と昇進面で水をあけられた。これについては、子息の・正光が源高明の娘「中姫君」を娶っていたため、安和の変の際に兄弟の中で唯一高明派とみなされて冷遇されたとする説がある。兼通は世間体を苦にして出仕を怠るようになると、そのために冷泉天皇に次いで即位していた円融天皇からも疎遠に思われるようになってしまっていた。この間に長兄・伊尹は安和3年（970年）摂政右大臣、天禄2年（971年）太政大臣に昇る。翌天禄3年（972年）閏2月に兼通はようやく権中納言に進むが、兼家は権大納言兼右近衛大将と大臣の座を目前としていた

### 摂政就任
同年8月ごろより伊尹は病に伏し、10月には危篤に陥って21日に辞意を示す上表を行った。それを知った兼通と兼家は早くも次の日には円融天皇の御前で後任を巡って口論を始める有様であった。23日に伊尹の摂政辞任だけは認められる。しかし、天皇の本心は伊尹の後任として、兄弟の従兄にあたる右大臣・藤原頼忠を内覧に任じて親政を行う意向であり、実際に頼忠に内覧就任の意向を尋ねていたという。
ここで、兼通はこの状況に乗ぜんと参内する。しかし鬼の間に居た天皇は、平素から疎んじていた兼通の姿を見ると別の間へ移ろうとした。そこで「奏上したき事があります」と言上し、天皇を座に留まらせた兼通は書を奉った。その手跡は天皇が幼い頃に亡くなった母后・安子のものであった。先に弟の兼家に摂関を奪われることを恐れていた兼通は、存命中だった妹の安子から「将来、摂関たることあれば、必ず兄弟の順序に従って補任すること」との書付を受け、この書を懐に入れて肌身離さず持っていたという。それを見た天皇は亡き母の遺命に従うこととしたという。この『大鏡』に記載された逸話に関連して以下の考察が行われている。
- 『親信卿記』において兼通の内大臣就任の背景として「前宮遺命」があったとする記述より[8]、「安子の遺命」は存在したものの、長兄の伊尹の摂関就任よりも以前に死去した安子が『大鏡』に書かれたような摂関の地位について意見を述べたとは考えにくい。実際の内容は自分を庇護してきた「兄」兼通への将来に関するものだった（倉本一宏）。
- 当時の皇統について、冷泉天皇の子孫が継承するものと認識されており、伊尹や兼家は冷泉天皇の弟妹に対しては冷淡な対応を取っていたのに対し、「安子の遺命」は兼通に他の皇子女の庇護を求めたものとする。安子の没後、本来皇位継承を想定されていなかった弟の守平親王が立太子されて円融天皇として即位した後も伊尹や兼家は円融天皇を「一代主」（中継ぎの天皇）とする認識を変えず娘を后にすることはなく、安子に守平（円融天皇）らを託された兼通だけが娘を入内させた（兼家の娘・詮子の入内は兼通の没後）。その結果、伊尹の死の直前に元服した円融天皇は母の遺命に従って自らを保護し続けた兼通を唯一の後見として関白に任じ、反対に冷泉上皇派とみなされた兼家は遠ざけられた（栗山圭子）。

まず、10月27日に兼通に対して内覧が許されると、11月1日の伊尹の薨去を経て、27日には兼通は権中納言から一挙に内大臣に引き上げられた。これら一連の経過を受けて、藤原済時は大納言を経ずに兼通が内大臣に就任したこと、この人事を行った円融天皇、更にはこれを止めなかった頼忠を強く非難している。
なお、村上天皇・藤原安子の死去後に所生の皇女たちの後見を兼通が務めていた形跡があり、また兼通が守平親王（後の円融天皇）を養育していた藤原登子（兼通・安子らの妹、重明親王未亡人）と親しかった（兼通の息子の朝光は重明と登子の娘を娶っている）こと、円融天皇の元服後に直ちに娘を入内させた公卿は兼通だけであったことから、当初は皇位継承構想から外れていた守平・為平両親王の後見も兼通が務めていたとする見方もある（栗山圭子）。
明けて天禄4年（973年）2月に長女の媓子を入内させ、7月には中宮とする。当時「中継ぎ」とみなされていた円融天皇への娘の入内を多くの貴族がためらった中で兼通だけが天皇の元服後程なく娘を入内させたこと、円融天皇の同母妹であった選子内親王を兼通が自邸の堀河殿に引き取って昭子女王・媓子母娘が養育したとされるところは注目される。天延2年（974年）には頼忠に代わって藤氏長者となり、正二位・関白太政大臣に叙任され、天延3年（975年）従一位に昇った。貞元元年（976年）内裏で火事が発生すると、天皇は兼通の邸宅である堀河第に移り、時の人はこれを「今内裏」と呼んだ。

### 晩年、後継を巡って
弟の兼家との不仲は相変わらず顕著で、兼通の関白就任後には兼家の昇進を全く止めたばかりか、異母弟の為光を筆頭大納言として兼家の上位に就ける程であった。さらに、兼通の娘の中宮・媓子に対抗して、兼家の方でも冷泉上皇の女御であった長女・超子に次いで、次女の詮子をも円融天皇に入内させようとしており、兼通はこれを激しく非難して妨害した。すると円融天皇は「詮子を入内させないのは、超子が生んだ子に皇位継承されるのを兼家が望んでいるのではないか」と疑って兼家を遠ざけ、かえって兼通を重用するようになっていった。超子が冷泉天皇の皇子の居貞親王（後の三条天皇）を生むと、兼通はますます不機嫌になり、円融天皇に讒言する有様であった。また、兼家の東三条第は閑院を間に挟んで堀河第に近接していたが、東三条第に客が来ると兼通はこれを罵り、人々は恐れて夜に忍んで東三条第を訪ねるようになった。
一方で兼通が頼りにしたのは従兄の右大臣・頼忠であり、全ての政務を二人で相談して執り行っていると評されるほどであった。加えて、かつて藤氏長者を譲られたこともあって、頼忠を自分の後継にと考えていた。ところが、左大臣・源兼明は太政官の筆頭として、兼通と伍する政治力を有していた（太政大臣は太政官の実務に携われない慣例であり、左大臣が事実上の最高責任者となる）。ここで兼通は頼忠を太政官の最高責任者である一上に任じて兼明の政治的権限を剥奪した上で、兼明を親王に復帰させ（親王は政務に携われない慣例だった）、空いた左大臣に頼忠を任じた。
貞元2年（977年）10月に重い病に伏した兼通は、家人より東三条第から車がやって来ると報を受けた。てっきり兼家が見舞いに来るのかと察した兼通は、周囲を片づけさせて来訪を待っていたところ、兼家の車は門前を通過して内裏へ行ってしまった。兼通がもう臨終だと思った兼家は、早速天皇に後任を奏請するつもりだったのである。これを知った兼通は激怒して起き上がり、四人に支えられながら病をおして参内した。ちょうど、天皇に奏請していた最中に兼通が現れたため、驚愕した兼家は他所へ逃げてしまった。兼通は最後の除目を行うと宣言し、左大臣頼忠をもって自分の後任の関白とした。その上で、兼家の右近衛大将の職を解き治部卿へ降格してしまった。天皇もその気魄に逆らうことができなかった。兼通は居並ぶ公卿たちを顧みて、右近衛大将を欲する者はないかと問う。公卿たちは言葉も出なかったが、中納言・藤原済時が進み出て求め、右近衛大将に任じられた。
それから程無い同年11月8日薨去。享年53。正一位を贈られるとともに、忠義公と諡され、遠江国に封ぜられた。
略系図
|  |  |  |  |              |              |              |              |              |              |  |  |  |  |  |  |  |  |  |  |                  |                  |                  |                  |                  |                  |  |  |                  |                  |                  |                  |                  |                  |  |  |                  |                  |                  |                  |                  |                  |  |  |            |            |            |            |            |            |  |  |      |      |      |      |      |      |  |  |  |  |  |  |  |  |  |  |  |  |  |  |  |  |  |  |  |  |  |  |  |  |  |  |  |  |  |  |
|  |  |  |  | 藤原忠平     |              |              |              |              |              |  |  |  |  |  |  |  |  |  |  |                  |                  |                  |                  |                  |                  |  |  |                  |                  |                  |                  |                  |                  |  |  |                  |                  |                  |                  |                  |                  |  |  |            |            |            |            |            |            |  |  |      |      |      |      |      |      |  |  |  |  |  |  |  |  |  |  |  |  |  |  |  |  |  |  |  |  |  |  |  |  |  |  |  |  |  |  |
|  |  |  |  |              |              |              |              |              |              |  |  |  |  |  |  |  |  |  |  |                  |                  |                  |                  |                  |                  |  |  |                  |                  |                  |                  |                  |                  |  |  |                  |                  |                  |                  |                  |                  |  |  |            |            |            |            |            |            |  |  |      |      |      |      |      |      |  |  |  |  |  |  |  |  |  |  |  |  |  |  |  |  |  |  |  |  |  |  |  |  |  |  |  |  |  |  |
|  |  |  |  |              |              |              |              |              |              |  |  |  |  |  |  |  |  |  |  |                  |                  |                  |                  |                  |                  |  |  |                  |                  |                  |                  |                  |                  |  |  |                  |                  |                  |                  |                  |                  |  |  |            |            |            |            |            |            |  |  |      |      |      |      |      |      |  |  |  |  |  |  |  |  |  |  |  |  |  |  |  |  |  |  |  |  |  |  |  |  |  |  |  |  |  |  |
|  |  |  |  | 実頼         | 実頼         | 実頼         | 実頼         | 実頼         | 実頼         |  |  |  |  |  |  |  |  |  |  | 師輔             | 師輔             | 師輔             | 師輔             | 師輔             | 師輔             |  |  |                  |                  |                  |                  |                  |                  |  |  |                  |                  |                  |                  |                  |                  |  |  |            |            |            |            |            |            |  |  |      |      |      |      |      |      |  |  |  |  |  |  |  |  |  |  |  |  |  |  |  |  |  |  |  |  |  |  |  |  |  |  |  |  |  |  |
|  |  |  |  | 実頼         | 実頼         | 実頼         | 実頼         | 実頼         | 実頼         |  |  |  |  |  |  |  |  |  |  | 師輔             | 師輔             | 師輔             | 師輔             | 師輔             | 師輔             |  |  |                  |                  |                  |                  |                  |                  |  |  |                  |                  |                  |                  |                  |                  |  |  |            |            |            |            |            |            |  |  |      |      |      |      |      |      |  |  |  |  |  |  |  |  |  |  |  |  |  |  |  |  |  |  |  |  |  |  |  |  |  |  |  |  |  |  |
|  |  |  |  |              |              |              |              |              |              |  |  |  |  |  |  |  |  |  |  |                  |                  |                  |                  |                  |                  |  |  |                  |                  |                  |                  |                  |                  |  |  |                  |                  |                  |                  |                  |                  |  |  |            |            |            |            |            |            |  |  |      |      |      |      |      |      |  |  |  |  |  |  |  |  |  |  |  |  |  |  |  |  |  |  |  |  |  |  |  |  |  |  |  |  |  |  |
|  |  |  |  | 頼忠         | 頼忠         | 頼忠         | 頼忠         | 頼忠         | 頼忠         |  |  |  |  |  |  |  |  |  |  | 伊尹             | 伊尹             | 伊尹             | 伊尹             | 伊尹             | 伊尹             |  |  | 兼通             | 兼通             | 兼通             | 兼通             | 兼通             | 兼通             |  |  | 村上天皇女御安子 | 村上天皇女御安子 | 村上天皇女御安子 | 村上天皇女御安子 | 村上天皇女御安子 | 村上天皇女御安子 |  |  | 兼家       | 兼家       | 兼家       | 兼家       | 兼家       | 兼家       |  |  | 為光 | 為光 | 為光 | 為光 | 為光 | 為光 |  |  |  |  |  |  |  |  |  |  |  |  |  |  |  |  |  |  |  |  |  |  |  |  |  |  |  |  |  |  |
|  |  |  |  | 頼忠         | 頼忠         | 頼忠         | 頼忠         | 頼忠         | 頼忠         |  |  |  |  |  |  |  |  |  |  | 伊尹             | 伊尹             | 伊尹             | 伊尹             | 伊尹             | 伊尹             |  |  | 兼通             | 兼通             | 兼通             | 兼通             | 兼通             | 兼通             |  |  | 村上天皇女御安子 | 村上天皇女御安子 | 村上天皇女御安子 | 村上天皇女御安子 | 村上天皇女御安子 | 村上天皇女御安子 |  |  | 兼家       | 兼家       | 兼家       | 兼家       | 兼家       | 兼家       |  |  | 為光 | 為光 | 為光 | 為光 | 為光 | 為光 |  |  |  |  |  |  |  |  |  |  |  |  |  |  |  |  |  |  |  |  |  |  |  |  |  |  |  |  |  |  |
|  |  |  |  | 〔小野宮流〕 | 〔小野宮流〕 | 〔小野宮流〕 | 〔小野宮流〕 | 〔小野宮流〕 | 〔小野宮流〕 |  |  |  |  |  |  |  |  |  |  |                  |                  |                  |                  |                  |                  |  |  | 冷泉天皇女御媓子 | 冷泉天皇女御媓子 | 冷泉天皇女御媓子 | 冷泉天皇女御媓子 | 冷泉天皇女御媓子 | 冷泉天皇女御媓子 |  |  |                  |                  |                  |                  |                  |                  |  |  | 〔九条流〕 | 〔九条流〕 | 〔九条流〕 | 〔九条流〕 | 〔九条流〕 | 〔九条流〕 |  |  |      |      |      |      |      |      |  |  |  |  |  |  |  |  |  |  |  |  |  |  |  |  |  |  |  |  |  |  |  |  |  |  |  |  |  |  |
|  |  |  |  | 〔小野宮流〕 | 〔小野宮流〕 | 〔小野宮流〕 | 〔小野宮流〕 | 〔小野宮流〕 | 〔小野宮流〕 |  |  |  |  |  |  |  |  |  |  |                  |                  |                  |                  |                  |                  |  |  | 冷泉天皇女御媓子 | 冷泉天皇女御媓子 | 冷泉天皇女御媓子 | 冷泉天皇女御媓子 | 冷泉天皇女御媓子 | 冷泉天皇女御媓子 |  |  |                  |                  |                  |                  |                  |                  |  |  | 〔九条流〕 | 〔九条流〕 | 〔九条流〕 | 〔九条流〕 | 〔九条流〕 | 〔九条流〕 |  |  |      |      |      |      |      |      |  |  |  |  |  |  |  |  |  |  |  |  |  |  |  |  |  |  |  |  |  |  |  |  |  |  |  |  |  |  |
|  |  |  |  |              |              |              |              |              |              |  |  |  |  |  |  |  |  |  |  |                  |                  |                  |                  |                  |                  |  |  |                  |                  |                  |                  |                  |                  |  |  |                  |                  |                  |                  |                  |                  |  |  |            |            |            |            |            |            |  |  |      |      |      |      |      |      |  |  |  |  |  |  |  |  |  |  |  |  |  |  |  |  |  |  |  |  |  |  |  |  |  |  |  |  |  |  |
|  |  |  |  |              |              |              |              |              |              |  |  |  |  |  |  |  |  |  |  | 冷泉天皇憲平親王 | 冷泉天皇憲平親王 | 冷泉天皇憲平親王 | 冷泉天皇憲平親王 | 冷泉天皇憲平親王 | 冷泉天皇憲平親王 |  |  | 為平親王         | 為平親王         | 為平親王         | 為平親王         | 為平親王         | 為平親王         |  |  | 円融天皇守平親王 | 円融天皇守平親王 | 円融天皇守平親王 | 円融天皇守平親王 | 円融天皇守平親王 | 円融天皇守平親王 |  |  |            |            |            |            |            |            |  |  |      |      |      |      |      |      |  |  |  |  |  |  |  |  |  |  |  |  |  |  |  |  |  |  |  |  |  |  |  |  |  |  |  |  |  |  |
|  |  |  |  |              |              |              |              |              |              |  |  |  |  |  |  |  |  |  |  | 冷泉天皇憲平親王 | 冷泉天皇憲平親王 | 冷泉天皇憲平親王 | 冷泉天皇憲平親王 | 冷泉天皇憲平親王 | 冷泉天皇憲平親王 |  |  | 為平親王         | 為平親王         | 為平親王         | 為平親王         | 為平親王         | 為平親王         |  |  | 円融天皇守平親王 | 円融天皇守平親王 | 円融天皇守平親王 | 円融天皇守平親王 | 円融天皇守平親王 | 円融天皇守平親王 |  |  |            |            |            |            |            |            |  |  |      |      |      |      |      |      |  |  |  |  |  |  |  |  |  |  |  |  |  |  |  |  |  |  |  |  |  |  |  |  |  |  |  |  |  |  |
|  |  |  |  |              |              |              |              |              |              |  |  |  |  |  |  |  |  |  |  |                  |                  |                  |                  |                  |                  |  |  |                  |                  |                  |                  |                  |                  |  |  | 〔現皇室〕       |                  |                  |                  |                  |                  |  |  |            |            |            |            |            |            |  |  |      |      |      |      |      |      |  |  |  |  |  |  |  |  |  |  |  |  |  |  |  |  |  |  |  |  |  |  |  |  |  |  |  |  |  |  |

## 人物
きらきらと輝くような美しい容貌をしていた。臨時客の日に真っ盛りに咲いていた紅梅を一枝手折って冠に挿し、少し形だけ舞の手つきをした姿の立派さが『大鏡』で賞賛されている。
寝酒の肴に絞めたばかりの雉の生肉を食べることを好んだが、毎日その時間にちょうど合うように雉を準備するのが難しいため、宵のうちから生きた雉を用意していたという。

## 官歴
注記のないものは『公卿補任』による。
- 天慶6年（943年）正月7日：叙爵（従五位下）
- 天慶9年（946年）2月20日：周防権守。7月24日：昇殿。9月16日：侍従
- 天暦2年（948年）5月29日：左兵衛佐
- 天暦4年（950年）正月7日：従五位上
- 天暦6年（952年）正月16日：兼大和権介
- 天暦9年（955年）2月23日：兼紀伊権介。7月29日：左近衛少将、紀伊権介如元。
- 天暦10年（956年）正月27日：兼近江権介
- 天暦11年（957年）11月27日：正五位下
- 天徳2年（958年）7月29日：禁色。10月27日：兼中宮亮（中宮・藤原安子）
- 天徳4年（960年）正月7日：従四位下。正月24日：中宮権大夫。5月4日：服解（父師輔薨去）。6月26日：復任。9月4日：兼春宮亮（春宮・憲平親王）
- 応和3年（963年）9月4日：兼美濃権守
- 応和4年（964年）4月29日：止中宮権大夫（藤原安子崩御）
- 康保4年（967年）正月20日：内蔵頭。正月25日：蔵人頭。5月25日：止蔵人頭、止昇殿（村上天皇崩御）。6月26日：昇殿。9月1日：東宮昇殿。10月11日：従四位上。
- 安和元年（968年）11月23日：正四位下
- 安和2年（969年）正月23日：参議。閏5月21日：兼宮内卿。9月27日：従三位
- 安和3年（970年）正月25日：兼讃岐権守。正月28日：兼美濃権守
- 天禄3年（972年）閏2月29日：権中納言。10月27日：内覧[6]。11月27日：内大臣、関白？[16]。
- 天禄4年（973年）正月7日：正三位
- 天延2年（974年）正月7日：従二位。2月8日：藤原氏長者。2月28日：太政大臣、正二位。3月26日：関白[注釈 4]
- 天延3年（975年）正月7日：従一位
- 貞元2年（977年）10月11日：辞関白・太政大臣。11月4日：准三宮。11月8日：薨御。11月20日：贈正一位。封遠江国

## 系譜
- 父：藤原師輔
- 母：藤原盛子 - 藤原経邦の娘
- 妻：昭子女王 - 元平親王（陽成天皇の皇子）の娘
  - 長男：藤原顕光（944-1021）
- 妻：大江皎子 - 大江維時の娘
  - 次男：藤原時光（948-1015）
- 妻：能子女王[注釈 2] - 有明親王の娘
  - 長女：藤原媓子（947-979） - 円融天皇中宮
  - 四男：藤原朝光（951-995）
- 妻：典侍 平寛子 - 平時望の娘
  - 男子：藤原遠光
- 妻：藤原有年の娘
  - 六男：藤原正光（967-1014）
  - 女子：藤原婉子（名は嫁子・娟子などとも表記する） - 尚侍、藤原誠信室のち源乗方室
- 生母不明の子女
  - 男子：藤原親光
  - 男子：藤原用光

## 関連作品
映画
- 『陰陽師II』（2003年、演：斎藤歩）

テレビドラマ
- 『陰陽師』（2001年、NHK、演：平野稔）
- 『陰陽師』（2015年、フジテレビ、演：六平直政）